# Mario Piacenza
Mario Piacenza (Pollone, 21 aprile 1884 – Biella, 16 aprile 1957) è stato un alpinista, etnologo, esploratore e himalayista italiano.

## Biografia
Imprenditore laniero del biellese, era amante della montagna e, insieme al fratello Guido, organizzò numerose attività esplorative sulle Alpi e sulle cime extraeuropee.
Nel 1911 scalò il Cervino. Nel 1913 organizzò una spedizione nel Ladakh, toccando i due picchi gemelli del Nun Kun (7147 e 7095 m rispettivamente) con Lorenzo Borelli e Giuseppe Gaspard, poi lo Z3, conosciuto in Italia come Cima Italia (6189 m).
Assieme a Vittorio Sella fu uno dei primi fotoreporter dell'Himalaya.